# Edward Emerson Barnard
Edward Emerson Barnard (16 tháng 12 năm 1857 - 6 tháng 2 năm 1923) là một nhà thiên văn học người Mỹ. Ông thường được gọi là E. E. Barnard, và được công nhận là một nhà thiên văn học quan sát tài năng. Ông được biết đến nhiều nhất nhờ phát hiện ra chuyển động thích hợp cao của Ngôi sao của Barnard năm 1916, được đặt tên để vinh danh ông.

## Tiểu sử
Barnard được sinh ra ở Nashville, Tennessee, Reuben Barnard và Elizabeth Jane Barnard (nhũ danh Haywood), và có một anh trai. Cha ông mất ba tháng trước khi sinh, vì vậy ông lớn lên trong một gia đình nghèo khó và không nhận được nhiều trong cách giáo dục chính quy. Sở thích đầu tiên của anh là trong lĩnh vực nhiếp ảnh, và anh trở thành trợ lý nhiếp ảnh gia khi mới 9 tuổi.
Sau đó, ông đã phát triển mối quan tâm đến thiên văn học. Năm 1876, anh đã mua một 5 inch (130 mm) kính viễn vọng khúc xạ 5 inch (130 mm), và vào năm 1881, ông đã phát hiện ra sao chổi đầu tiên của mình, nhưng không công bố phát hiện của mình. Ông đã tìm thấy sao chổi thứ hai của mình sau đó cùng năm và lần thứ ba vào năm 1882.
Trong khi anh vẫn còn làm việc tại một studio chụp ảnh, anh đã kết hôn với người phụ nữ gốc Anh Rhoda Calvert vào năm 1881. Vào những năm 1880, Hulbert Harrington Warner đã đề nghị 200 đô la Mỹ cho mỗi lần phát hiện ra một sao chổi mới. Barnard đã khám phá ra tổng cộng năm, và sử dụng tiền để xây một căn nhà cho vợ chồng mình.
Với tên tuổi của mình đã được chú ý đến bởi các nhà thiên văn nghiệp dư ở Nashville, họ đã cùng nhau quyên góp đủ tiền để trao cho Barnard học bổng cho Đại học Vanderbilt. Anh ta chưa bao giờ tốt nghiệp trường, nhưng đã nhận được bằng danh dự duy nhất mà Vanderbilt đã từng trao. Ông gia nhập đội ngũ của Đài quan sát Lick vào năm 1887, mặc dù sau đó ông đã đụng độ với giám đốc, Edward S. Holden, qua việc tiếp cận thời gian quan sát các công cụ lớn hơn và các vấn đề khác về nghiên cứu và quản lý.